# Xysticus viduus
Xysticus viduus là một loài nhện trong họ Thomisidae.
Loài này thuộc chi Xysticus. Xysticus viduus được Wladislaus Kulczynski miêu tả năm 1898.